# Utva 75
UTVA 75 (kodno ime JRV: V-53) je bilo vojaško šolsko letalo Jugoslovanskega vojnega letalstva. Namenjeno je bilo za selekcijo bodočih pilotov in kot trenažno letalo pilotov rezervne sestave vojnega letalstva ter športno letalo. Letala Utva 75 so bila zaradi različnih hib udeležena v več kot 40 nesrečah. Veliko nesreč je bilo prekritih zaradi vojaških razlogov. Razlog v velikem številu nesreč so neugodne karakteristike letala pri reševanju iz vrija zaradi česar so mu prepovedali akrobacije in izvajanje vrijev, drugi razlog je tehnična nedovršenost letala. Uporabljalo se je tudi kot športno letalo v aeroklubih na ozemlju celotne nekdanje Jugoslavije. Po razpadu države so letala zaradi ukinitve sponzoriranja s strani vojnega letalstva, ne dobavljenosti rezervnih delov letala, ekonomske neučinkovitosti, nizke hitrosti križarjenja, podhranjenosti z močjo, predrage plovnosti, tehničnih hib in neudobnosti večinoma ostala na tleh, nadomestili so jih z sodobnejšimi predvsem pa varnejšimi ameriškimi šolskimi letali. Prvi let prototipa je bil opravljen 19.05.1976, v času proizvodnje je bilo narejeno 138 letal, v tovarni Utva v kraju Pančevu (danes Srbija).

## Operativna uporaba
Letalo je delovalo v Jugoslovanskem vojnem letalstvu kot osnovno letalo za selekcijo, vzporedno pa so ga dajali v operativno uporabo aeroklubom za potrebe osnovnega usposabljanja rezervnih častnikov, vzdrževanja naleta pilotov rezervne sestave, letalskega prevzema pošte s sidrom in vleko jadralnih letal, vleko transparentov ter splošno uporabo aeroklubov. Utva 75 je nasledila letalo Utva Aero 3. Letalo se je izkazalo za robustno, a ekonomsko zelo neučinkovito, vzdrževanje je za dvosedežno letalo zelo drago in tudi poraba goriva je velika. Ocenjujejo, da so dolgoročni stroški 150% višji kot pri tipičnem šolskem dvosedu Cessna 152 ali Piper 38. Letalo leti zelo počasi okoli 160 km/h s porabo goriva okoli 45 litrov na uro. Pri vleki jadralnih letal poraba goriva doseže 55-62 litrov na uro, kar je tudi bistveno več kot Piper 18. Podvozje je fiksno z oleo-pnevmatskimi blažilniki. Zamenjani so položaji ročic za plin in RPM, kar povzroča zmedo, pri vseh zahodnih letalih je plin na lev in RPM na desni, ampak na Utvi 75 je ravno obratno. Cena vzdrževanja propelerja je zaradi sistema konstantnih vrtljajev 130% višja od fiksnega propelerja, tudi fiksni stroški motorja so okoli 60% višji kot pri drugih dvosedih. Poleti je ventilacija kabine preslaba, posadka je direktno izpostavljena sončni pripeki, senčnikov ni, sedišča so neudobna, saj so bila narejena za uporabo s padalom in ne omogočajo dolgega sedenja v kabini oz. celodnevnega šolanja, ker je sedalni položaj dokaj neudoben. Kabina letala ima veliko ostrih delov, ki predstavljajo nevarnost, da se pilot poškoduje. Letalo je v klubski uporabi ocenjeno kot izredno ne učinkovito in se ga je uporabljalo zgolj zaradi donacije vojske, po večini pa so letala na tleh zaradi visokih stroškov vzdrževanja in slabih zmogljivosti ter zastarele avionike (niso imele VOR, ILS, GPS ali GNSS, interkoma, audiopanela itd). Vrata kabine imajo slabo zasnovan sistem zapiranja, zaradi česar se mnoga vrata razbijejo zaradi nenamernega odpiranja v zraku. Letala so s časom izjemno utrujena, kar se odraža v razpadanju pločevine. Težave z razpadanjem pločevine se pojavljajo predvsem zaradi dolgotrajnih tresljajev in koncentracij napetosti zaradi slabih projektnih rešitev glede na maso materiala in ne na porazdelitev napetosti. V primerjavi z drugimi zahodnimi proizvajalci z več deset tisoč proizvedenimi letali je za obrabo letala potrebnih le 20% ur. Vendar ima letalo enega boljših sistemov vzmetenja in tudi trdi pristanki se občutijo mehko. V Sloveniji je vsaj 6 letala (Murska sobota 1985, Postojna 1986, Divača 1989, Slovenj Gradec 1993, Novo mesto 1997, Zagorje 2009) od 12 letal, končalo v nepopravljivih nesrečah. Na ozemlju Jugoslavije pa je bilo vsaj okoli 40 različnih nesreč z letali tipa Utva 75. Iz operativne vojaške rabe je prva letala upokojila Slovenija in jih nadomestila s sodobnejšimi Zlin L242, Makedonija jih je tudi upokojila leta 1995 in jih nadomestila z letali Zlin L242. Z opokojitvijo je sledila Bosna in Hercegovina, zatem Hrvaška leta 2007 in jih nadomestila z Zlini L242, Sudan je Utvo 75 leta 2009 pričel nadomeščati z reaktivnimi trenažerji Hongdu JL-8 zatem jih je upokojila Črna Gora 2012 in Srbija 2019, ki jih je nadomestila z letali Utva Lasta.

## Nesreče
Letala Utva 75 so bila udeležena v več kot 40 nesrečah na območju Jugoslavije, izven nje je številka še precej večja.
- 1989 Črna gora, Ivangrad, inštruktor in učenec sta prevlekla letalo na prenizki višini in umrla
- 1989 Slovenija, Divača, pilot prevlekel letalo na mali višini in vstopil v vrij
- 1990 Srbija, Kragujevac, letalo strmoglavilo s smrtnim izidom
- 1991 Slovenija, Prevalje, pilot sredi naselja vstopil v vrij in padel na parkirišče med bloki, umrl na mestu
- 1998 Srbija, Crkvine, pilot prevlekel letalo na mali višini in vstopil v vrij obe osebi na krovu umrle
- 1998 Črna gora, Kolasin, strmoglavilo letalo, obe osebe so umrle
- 2000 Srbija, pilot prevlekel letalo na mali višini in vstopil v vrij ter umrl
- 2003 Srbija, Kraljevo, pilot dobil smrtne opekline zaradi požara na letalu
- 2009 Slovenija, Izlake, pilot je vstopilo v vrij na nizki višini, pilot in potnik sta umrla

## Uporabniki

### Civilni uporabniki
Slovenija
- Letalski center Maribor Civilni operator (1989-2022)

### Vojaški uporabniki
Jugoslavija
- Letalske sile Jugoslavije, 1978-1992 → delno predana v uporabo aeroklubom

 Srbija in Črna gora
- Letalske sile Srbije in Črne gore, 1992-2006

Srbska republika Krajina
- 105. letalska brigada, upokojena 1991-1995

 Slovenija
- Slovenske zračne sile, upokojena 1995 → v celoti predana v uporabo aeroklubom

 Macedonia
- Zračna brigada Severne Makedonije, upokojena 1995

 Bosna in Hercegovina
- Letalske sile in protizračna obramba Bosne in Hercegovine, upokojena 2003

 Hrvaška
- Hrvaške letalske sile, upokojena 2007

 Sudan
- Sudanske letalske sile, upokojena 2009

 Črna gora
- Črnogorske letalske sile, upokojena 2012

 Srbija
- Srbske letalske sile in zračna obramba, upokojena 2019

## Oborožitev
Utva 75 je v osnovi šolsko letalo in ima zato slabšo oborožitev. Kot lahko bojno letalo je opremljeno z dvema pod krilnima nosilcema za oborožitev posamezne nosilnosti 150 kg. Utvo 75 so oborožili le za kataloške potrebe in kasneje neoriginalno med Balkanskimi vojnami pri razkroju Jugoslavije. Če je letalo poletelo z oborožitvijo jo je moralo odvreči za pristanek, saj je bila maksimalna pristajalna masa 960 kg za 240 kg nižja od maksimalne vzletne mase 1200 kg s pod krilnimi nosilci.
Možne kataloške kombinacije oborožitve in opreme:
- 2 x raketi RL 128-02 128 mm
- 2 x lanser z 12 raketami 57 mm
- 2 x MAC-AA-52 kontejner z mitraljezi 7,62 mm
- 2 x 120 kg bombe
- 4 x 50 kg bombe
- 2 x kontejner za tovor nosilnosti 100 kg
- 2 x zunanji odvržni rezervoarji za gorivo s povečanim doletom na 2000 km

## Tehnične specifikacije (Utva 75)
Splošne karakteristike
- Posadka: 1 pilot
- Število sedežev: 1 potnik
- Dolžina: 7.11 m ()
- Razpon kril: 9.73 m ()
- Višina: 3.15 m ()
- Površina kril: 14.63 m2 ()
- Teža praznega letala: 685 kg ()
- Maks. vzletna teža: 960 kg (1200 kg obrožena) ()
- Pogon letala: 1 ×  Bokser Lycoming IO-360, 180 KM () dvokraki constant speed propeler

 Zmogljivost 
- Maks. hitrost: 215 km/h
- Potovalna hitrost: 165 km/h
- Hitrost porušitve vzgona: 100 km/h ()
- Doseg: 800 km teoretični (2000 km z zunanjimi rezervoarji)
- Višina leta: 4000m (13,000 ft)
- Hitrost vzpenjanja: 4.5 m/s (890 ft/min)
- Takeoff roll: 225 m
- Landing roll: 243 m
- Takeoff distance to 50 ft (15 m): 501 m trava
- Landing distance from 50 ft (15 m): 450 m trava

Oborožitev

- Nosilci za orožje: 2x s kapaciteto 150 kg (330 lb) in zalogo orožja s kombinacijo:
  - Rakete: 2x RL 128-02 128 mm (HVAR-5) ali 2x rocket launcher with 12 rockets 57 mm
  - Bombe: 2x 120 kg bombs ali 4x 50 kg bombs
  - Drugo: 2x MAC-AA-52 container 7,62 mm ali 2x cargo container 100 kg capacity ali 2x drop tanks

Letalska elektronika

- standardna (model 75) KING KR85 ADF and KING KY 195B 25 khz
- opcijska (model 75A IFR po katalogu) KING KR87 ADF, RNAV KING KNS81 VOR/LOC: KING KN 53, KING KY 197 Indicators: HSI KING KI 525A, and RMI KING KI 229, DME:KING KN 62A, Transponder: KING KT 79, Audio panel: KING KMA 24